# Il peggiore
Il peggiore è un EP del rapper italiano Emis Killa, pubblicato il 19 dicembre 2011 dalla Carosello Records.

## Descrizione
Considerato come l'anticipazione di L'erba cattiva, Il peggiore è stato anticipato dal videoclip della title track, prodotta da Big Fish e Alessandro Erba.
Pubblicato inizialmente per il download gratuito sul sito ufficiale del rapper, Il peggiore è stato successivamente pubblicato anche in formato CD abbinato all'album di debutto L'erba cattiva.

## Tracce
1. Il peggiore – 3:37 (testo: Giambelli – musica: Dagani, Erba)
2. Tutti in catene (feat. Ensi) – 3:12 (testo: Giambelli, Vella – musica: Lo Iacono)
3. Io sono la moda (feat. Luchè) – 3:38 (testo: Giambelli, Imprudente – musica: Dagani, Erba)
4. La bara più grande del mondo – 3:38 (testo: Giambelli – musica: Dagani, Zangirolami)
5. Stupefacente (feat. G. Soave, Salmo) – 3:38 (testo: Giambelli, Pisciottu, Soave – musica: Lo Iacono)
6. Qualcosa non va – 2:46 (testo: Giambelli – musica: Dagani, Erba)
7. Sexy Line (feat. G. Soave) – 3:38 (testo: Giambelli, Soave – musica: Gallo)